# Donald Knight
Donald Knight (8 giugno 1947) è un ex pattinatore artistico su ghiaccio canadese, specializzato nel singolo.

## Palmarès
| Internazionali               | Internazionali | Internazionali | Internazionali | Internazionali | Internazionali | Internazionali | Internazionali |
| Evento                       | 1961           | 1962           | 1963           | 1964           | 1965           | 1966           | 1967           |
| ---------------------------- | -------------- | -------------- | -------------- | -------------- | -------------- | -------------- | -------------- |
| Giochi olimpici invernali    |                |                |                | 9°             |                |                |                |
| Campionati mondiali          |                |                | 8°             | 9°             | 3°             | 7°             | 4°             |
| North American Championships |                |                |                |                | 3°             |                | 1°             |
| Nazionali                    |                |                |                |                |                |                |                |
| Campionati canadesi          | 1° J           | 3°             | 2°             | 2°             | 1°             | 1°             | 1°             |
| J = Categoria Junior         |                |                |                |                |                |                |                |